# Марсал, Фернандо де Оливейра
Фернандо Марсал де Оливейра (порт. Fernando Marçal de Oliveira; род. 19 февраля 1989, Сан-Паулу) — бразильский футболист, защитник.

## Биография
Фернандо Марсал начал футбольную карьеру в Бразилии в клубе «Гремио». Затем перешел в «Гуаратингету», где сыграл 3 официальных матча. В 2010 году подписал контракт с клубом «Торренс» из второй лиги Португалии. Отыграл за португальский клуб 16 матчей и перешел в другой португальский клуб — «Насьонал», за который отыграл 4 сезона. В 2014 году дебютировал в Лиге Европы УЕФА. Всего в Лиге Европы УЕФА в сезоне 2014/15 он сыграл 3 матча. В 2015 году подписал контракт с «Бенфикой». В «Бенфике» Марсал провёл только три матча. Все три были сыграны на товарищеском турнире — Международный кубок чемпионов. В 2015 году игрока отправили на сезонную аренду в турецкий клуб «Газиантепспор».
В 2016 году Марсал отправился в аренду во французский «Генгам». Сыграл за клуб 31 матч в Лига 1 и сделал 8 результативных передач . 27 августа 2016 года в матче против «Нанси», Марсал отличился двумя голевыми передачами, и стал игроком матча с оценкой 9,61.
17 июня 2017 года «Олимпик Лион» подписал защитника за 4,5 млн евро. В розыгрыше Лиги Европы 2017/18 игрок провёл 6 матчей, в которых получил 3 жёлтые карточки. 23 ноября 2018 года в игре против «Сент-Этьена» стал игроком матча с рейтингом 8,27.
6 сентября 2020 года перешёл в «Вулверхэмптон Уондерерс» за 2 миллиона евро и подписал двухлетний контракт. 14 сентября 2020 года Марсал дебютировал за «Волков» в матче Премьер-лиги против «Шеффилд Юнайтед». 
В июле 2022 года будучи свободным агентом перешёл в бразильский клуб «Ботафого». Сыграл за клуб 90 матчей и забил 3 гола. В январе 2025 года покинул «Ботафого» и стал свободным агентом.